# اچ‌ام‌اس اچ۱۲
اچ‌ام‌اس اچ۱۲ (به انگلیسی: HMS H12) یک زیردریایی بود. این زیردریایی در سال ۱۹۱۵ ساخته شد.